# Yoʻldosh Aʼzamov
Yoʻldosh Aʼzamov (in uzbeko Йўлдош Аъзамов, in russo Юлдаш Агзамов?, Juldaš Agzamov; Tashkent, 10 maggio 1909 – Tashkent, 16 giugno 1985) è stato un attore, regista e drammaturgo sovietico.
Fu insignito nel 1970 del titolo di Artista del Popolo della RSS Uzbeka mentre, nel 1979, divenne Artista del popolo dell'Unione Sovietica. È conosciuto soprattutto per aver diretto il film Maftuningman, considerato un capolavoro del cinema uzbeko.

## Biografia
Aʼzamov nacque nel 1909 a Tashkent. Dal 1926 al 1930 lavorò per Sovkino e Vostokkino. Dal 1930 lavorò come attore e regista per Uzbekfilm. Morì nel 1985 a Tashkent, dove è seppellito al cimitero Chaghatay.

## Filmografia

### Regista
- Klych (in russo Клыч?) (1935)
- Uzbek Cinema and Concert (in russo Узбекский киноконцерт?) (1941)
- In the Name of Happiness (in russo Во имя счастья?) (1956)
- Fishers of the Aral (in russo Рыбаки Арала?) (1957)
- Maftuningman (in russo Очарован тобой?) (1958)
- Furqat (in russo Фуркат?) (1959)
- Rejected Bride (in russo Отвергнутая невеста?) (1961)
- Five from Ferghana (in russo Пятеро из Ферганы?) (1963)
- Road Beyond the Horizon (in russo Дорога за горизонт?) (1963)
- A Page from a Notebook (in russo Листок из блокнота?) (1965)
- The Bell of Sayat (in russo Колокол Саята?) (1966)
- Days Gone By (in russo Минувшие дни?) (in uzbeko Oʻtgan kunlar) (1969)
- Hot Paths (in russo Горячие тропы?) (1971)
- Escape from Darkness (in russo Побег из тьмы?) (1973)
- For Others (in russo Ради других?) (1976)
- A Father's Order (in russo Отцовский наказ?) (1979)
- Big Short Life (in russo Большая короткая жизнь?) (1981)
- Password: The Hotel Regina (in russo Пароль - "Отель Регина"?) (1983)